# Suzuki GSR 600
Suzuki GSR 600 je motocykl kategorie nakedbike, vyvinutý firmou Suzuki, vyráběný v letech 2006–2010.

## Historie modelu
Tvary modelu jsou inspirovány studií Suzuki B-King, která se však dostala do sériové výroby až v roce 2008. Cílem modelu bylo konkurovat ve střední třídě naked biků Yamaze FZ8 a Hondě Hornet, protože usedlejší Suzuki Bandit 650 oslovoval spíše starší motorkáře. Čtyřválcový řadový motor dosahuje výkonu 98 koní. Odstupňování převodovky je sportovní, dojem trochu kazí měkký a houpavý podvozek, zejména přední vidlice. Od roku 2007 je k dispozici systém ABS.

## Technické parametry
- Rám: páteřový hliníkový
- Suchá hmotnost: 185 kg
- Pohotovostní hmotnost:
- Maximální rychlost: 220 km/h
- Spotřeba paliva: 5,9 l/100 km